# Chrysops hinei
Chrysops hinei is een vliegensoort uit de familie van de dazen (Tabanidae). De wetenschappelijke naam van de soort is voor het eerst geldig gepubliceerd in 1907 door  Erich Daecke; de beschrijving was gebaseerd op specimens verzameld in New Jersey in 1902-1904. De soort is genoemd naar James Stewart Hine (1866-1930), een Amerikaans entomoloog en hoogleraar die veel onderzoek deed over de Amerikaanse dazen.